# Wolf Bechstein
Wolf Otto Bechstein (* 4. August 1958 in Einbeck, Niedersachsen) ist ein deutscher Chirurg. Zu seinen Schwerpunkten zählen hauptsächlich Immunsuppression nach Organtransplantationen, die chronische Abstoßung nach Organtransplantationen, die Verhütung von Blutungskomplikationen in der Lebertransplantation und die chirurgische Behandlung neuroendokriner Tumoren des Gastrointestinaltrakts.

## Leben
Bechstein besuchte bis 1968 die Grundschule in Einbeck. Danach ging er auf das Goethe-Gymnasium in Einbeck, wo er bis 1974 blieb. Für ein Jahr besuchte er die Columbus Unified High School in den Vereinigten Staaten im Rahmen des Schüleraustauschs mit Youth for Understanding (YFU). Danach kehrt er an das Goethe-Gymnasium zurück, wo er 1977 sein Abitur ablegte.
Direkt im Anschluss an sein Abitur studierte Bechstein von 1977 bis 1980 Humanmedizin an der Medizinischen Hochschule Hannover. Von 1980 bis 1981 studierte er für zwei Semester an der King’s College Hospital Medical School in London, was finanziell nur dank der Förderung des Deutschen Akademischen Austauschdienstes möglich war. 1981 wechselte er dann wieder zurück an die Medizinische Hochschule Hannover, wo er dann noch bis 1983 studierte. Am 28. Oktober 1983 legte er seine ärztliche Prüfung am Landesprüfungsamt Niedersachsen ab, am 10. November selben Jahres erhielt Bechstein die Approbation der Ärztekammer Niedersachsen. 1984 wurde er mit einer Dissertation zum Thema „Kniegelenkblutungen bei schwerer Hämophilie A. Ergebnisse d. Nordwestdt. Hämophiliestudie 1979–1982“ zum Dr. med. promoviert.
Im Januar 1984 fand Wolf Bechstein seinen beruflichen Einstand, als er in der Klinik für Anästhesiologie der Medizinischen Hochschule Hannover bei E. Kirchner als Arzt arbeitete. Knapp ein Jahr später, 1985, ging er an die Klinik für Abdominal- und Transplantationschirurgie der Medizinischen Hochschule Hannover zu R. Pichlmayr.
Im August 1988 setzte Bechstein an der Chirurgischen Klinik und Poliklinik des Universitätsklinikums Rudolf Virchow der Freien Universität Berlin (heute Klinik für Allgemein-, Viszeral- und Transplantationschirurgie der Charité, Campus Virchow-Klinikum, Direktor Peter Neuhaus) seine Weiterbildung zum Facharzt für Chirurgie fort.  Im Jahr 1990 begab sich Bechstein dann für ein Jahr an die University of Wisconsin in den USA zu H.W. Sollinger. Zu diesem Forschungsaufenthalt verhalf ihm die Deutsche Forschungsgemeinschaft.
Im April 1992 wurde Bechstein Oberarzt und im November selben Jahres Gebietsarzt für Chirurgie an der Ärztekammer Berlin. 1993 wurde er dort zum Oberarzt befördert, wieder ein Jahr später folgte seine Habilitation an der Freien Universität Berlin. Ab Mitte 1998 wurde er dann Oberarzt der Klinik, wo er größtenteils im Fach Viszeralchirurgie tätig war. Am 4. September 2000 wurde er zum Direktor der Chirurgischen Universitätsklinik des Knappschaftskrankenhauses Bochum-Langendreer berufen. Wolf Bechstein wurde am 14. November 2000, noch zum Professor der Medizinischen Fakultät der Humboldt-Universität zu Berlin berufen.
Von 2002 bis September 2024 war Wolf Otto Bechstein Direktor der Klinik für Allgemein-, Viszeral-, Transplantations- und Thoraxchirurgie der Johann Wolfgang Goethe-Universität in Frankfurt am Main.
Wolf Bechstein ist seit 1985 mit Bojana Bechstein verheiratet. Aus der Ehe gingen zwei Töchter hervor.